# Siegfried Blattmann
Siegfried Blattmann (* 2. Februar 1910 in Paris; † um 1947) war ein deutscher Geologe.
Blattmann wurde 1934 an der Universität Tübingen promoviert (Die Deformationstypen der Radstädter Tauern) und war dort Assistent am Mineralogischen Institut. 1938/39 war er bei der Preußischen Geologischen Landesanstalt (im August 1938 bewarb er sich auch um die Aufnahme in die Geologische Landesanstalt in Wien). Im Zweiten Weltkrieg war er als Untersturmführer im SS-Wehrgeologenbataillon (kommandiert von Rolf Höhne) und für die Erdölsuche in besetzten Gebieten eingesetzt. Zuletzt gehörte er zur Einheit 500, die 1944/45 in Norditalien die Auffangstellung Blaue Linie ausbaute (dabei kam es auch bei einigen Kompanien zu Kämpfen mit Partisanen und Vergeltungsaktionen an der Zivilbevölkerung, wie dem Massaker von Pedescala im Mai 1945). Um 1947 verunglückte er tödlich.

## Schriften
- Überblick über die Tektonik der Radstätter Tauern. In: Zentralblatt f. Mineralogie, Geologie u. Paläontologie. Jahrgang 1936, Abt. B, Nr. 2, S. 44.
- Deformationstypus der Radstätter Tauern (mit einer geologischen Karte). In: Jahrbuch der Geologischen Bundesanstalt. Jahrgang 87, 1937, S. 207–233 (Digitalisat).
- Zur Stratigraphie und Tektonik der Radstätter Tauern (Erwiderung an E. Clar). In: Sitzungsberichte der Akademie der Wissenschaften mathematisch-naturwissenschaftliche Klasse. Band 147, 1938, S. 175–182 (zobodat.at [PDF]).